# Instruments de musique britanniques

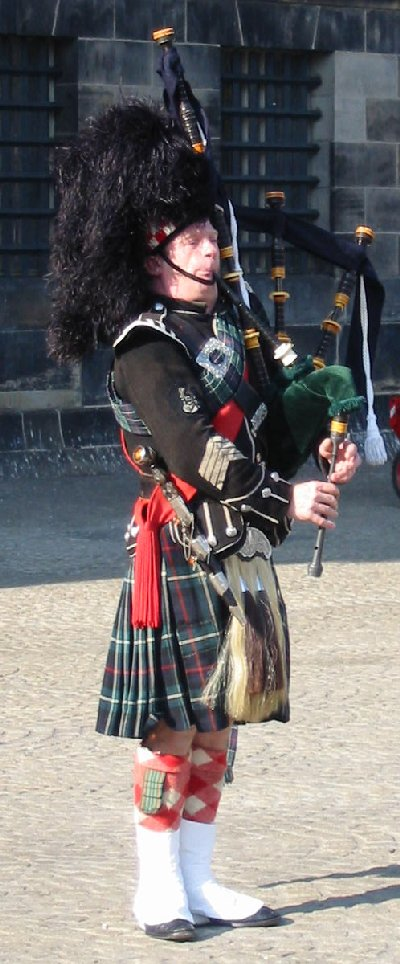
Great Highland Bagpipe

| Vents                    | Cordes            | Percussions |
| ------------------------ | ----------------- | ----------- |
| Accordion                | Banjo             | Tabor       |
| Concertina               | Cittern           | Trump       |
| Cornish bagpipes         | Crwth             |             |
| Great Highland Bagpipe   | Fiddle            |             |
| Lancashire great-pipe    | Hammered dulcimer |             |
| Mélodéon                 | Harpe celtique    |             |
| Northumbrian Small Pipes | Hurdy-gurdy       |             |
| Pastoral pipes           | Triple harp       |             |
| Pipe                     |                   |             |
| Pibgorn                  |                   |             |
| Scottish smallpipes      |                   |             |
| Tin whistle              |                   |             |
| Welsh pipes              |                   |             |